# Липшуц, Алехандро
Алехандро Липшуц (Александр Аронович Липшиц; исп. Alejandro Lipschutz; 1883—1980) — чилийский антрополог и врач-эндокринолог, фрейдист.

## Биография
Александр Липшиц родился в августе 1883 года в Риге; был третьим из семи братьев в семье Арона-Лейзера Липшица (уроженца Белостока) и Фриды Фридман. В 1901 году окончил Рижскую гимназию имени Николая I. Уже тогда интересовался антропологией, но по настоянию отца в 1902 году поступил в Берлинский университет для изучения медицины. Учился также в Цюрихском университете. В 1905 году стал членом РСДРП (б), прервал учёбу и участвовал в революционных событиях в Риге.
В 1906 году в Гёттингенском университете начал писать диссертацию «Идиопатический остеопороз», которую защитил под руководством Максима Вернера в 1907 году и получил квалификацию врача общей практики.
В 1914—1915 годах преподавал физиологию в университете Берна (1914—1919). Во время Первой мировой войны Липшиц, как гражданин Российской империи, был призван в армию и некоторое время прослужил военным врачом. Однако, в 1916 году Липшиц оказался в Вене — столице Австро-Венгрии, страны, враждебной России. В Вене Липшиц изучал сексуальную эндокринологию, под руководством профессора Стейнаха (Steinach). Там же состоялось знакомство Липшица с Зигмундом Фрейдом, адептом которого он стал.
В 1919 году Липшиц официально уволился из Бернского университета и стал профессором Тартуского университета, а также директором Физиологического института при нём.
В 1926 году Липшиц принял приглашение ректора университета Консепсьона Гармендиа и переехал в Чили. В этой стране его фамилия стала звучать как Липшуц. В 1927 году он участвовал в создании Общества биологии Консепсьона. Был профессором университета вплоть до 1937 года, когда из-за конфликта с университетским руководством переехал в Сантьяго, где им был создан Институт экспериментальной медицины, директором которого он был до 1960 года. Также Липшуц занимал кафедру физиологии в Чилийского университета. Основными направлениями его деятельности в области медицины были сексуальная эндокринология и лечение злокачественных опухолей — его вклад был оценён присуждением в 1968 году Национальной премии наук Чили. В 1946 году Липшуц организовал этнографо-антропологическую экспедицию на архипелаг Огненная Земля.
В 1972 году он стал почётным академиком Института Чили (исп.).
Липшуц — первый президент Чилийско-советского института культуры (1944). Член-корреспондент АН и Академии медицинских наук Чили, почётный член академий и научных обществ Великобритании, Испании, Италии, Мексики и др., почётный доктор Гаванского университета (1963) и почётный профессор университетов многих стран мира. Почётный доктор Института этнографии АН СССР (1973). Лауреат премии Академии наук США (1944), премии Дома Америк (1974).
После переворота в Чили в 1973 году Липшуц подвергался преследованиям и критике. В его особняке был произведён обыск.
Липшуц решительно выступал за автономию коренных народов; он стал основателем и членом Чилийского индейского института и Чилийского общества антропологов, а также активно сотрудничал с Всеамериканским индейским институтом, базирующимся в Мексике. В 1973 году ему было присвоено звание почётного доктора Института этнологии Академии наук СССР.

## Сочинения
А. Липшуц — автор исследований по эндокринологии и проблемам рака. Ему принадлежит ряд марксистских исследований по этнографии и антропологии:
- «Индоамериканизм и расовая проблема в Америке» (1944);
- «Расовая проблема в период завоевания Америки и смешение рас» (1963) и др.
- Marx у Lenin en la América Latina у los problemas indigenistas. — 1974.
- Perfil de Indoamérica de nuestro tiempo. Antología 1937—1962. — 1968;
- Seis ensayos filosóficos marxistas. 1959—1968. — 1970;